# Pachycephala grisola
Pachycephala grisola é uma espécie de ave da família Corvidae.
Pode ser encontrada nos seguintes países: Bangladesh, Brunei, Camboja, Índia, Indonésia, Laos, Malásia, Myanmar, Filipinas, Singapura, Tailândia e Vietname.